# Sonic Records
Sonic Records – polska wytwórnia płytowa założona w 1991 roku, wydająca głównie polską muzykę z pogranicza popu i rocka. Jest też wyłącznym przedstawicielem wielu zagranicznych firm niezależnych, m.in. Beggars Banquet Records, Warp Records i V2 Records. W katalogu Sonic Records znajdują się albumy takich wykonawców jak 2 plus 1, Ryszard Sygitowicz, Siekiera, Krzysztof Krawczyk, Bijelo Dugme, Dżem, Andrzej Rybiński czy Kapitan Nemo. Dyrektorem wytwórni Sonic jest Marek Proniewicz.